# Ostravice
Ostravice (in polacco Ostrawica, in tedesco Ostrawitz) è un comune della Repubblica Ceca facente parte del distretto di Frýdek-Místek, nella regione della Moravia-Slesia.